# Kurt Eggers
Kurt Eggers (Berlim, 10 de novembro de 1905 – RSFSR, 12 de agosto de 1943) foi um escritor, poeta, compositor e dramaturgo alemão com estreitas ligações com o Partido Nacional-Socialista dos Trabalhadores Alemães. Ele serviu tanto como membro de uma empresa de propaganda (Propagandakompanie) quanto como soldado da Waffen-SS no posto de Mann na Segunda Guerra Mundial, foi morto enquanto servia em um regimento de tanques na Frente Oriental pelo Exército Vermelho.

## Biografia
Kurt Eggers nasceu em 1905 em Berlim, filho de um bancário. Em 1917 ingressou no Corpo de Cadetes e começou a treinar em um navio-escola. Em 1919 ele testemunhou a derrota do Levante Espartaquista. Em 1921, ele se juntou aos Freikorps e esteve envolvido na batalha pela colina de Annaberg durante as Revoltas na Silésia, onde o pessoal alemão dos Freikorps lutou contra os nacionalistas poloneses.

### Pós-Primeira Guerra Mundial
Depois de uma passagem por um regimento de artilharia, ele retomou os estudos em 1924. Ele estudou sânscrito, arqueologia, filosofia e teologia em Rostock, Berlim e Göttingen.  Ele estava particularmente interessado na Reforma Alemã e no revolucionário Ulrich von Hutten.  Ingressou no Corps Vandalia Rostock, um grupo de estudantes, em 1927. Após os exames de teologia, tornou-se pároco em Neustrelitz e depois pároco em Berlim. No entanto, ele rapidamente caiu em desgraça com as autoridades eclesiásticas com sua "Canção dos Camponeses em Luta", clamando por uma revolta violenta.

### Nazismo e Segunda Guerra Mundial
Com a ascensão de Adolf Hitler, ele recebeu rápida promoção através do novo regime, ganhando uma sucessão de cargos partidários enquanto continuava a trabalhar como escritor, produzindo peças de teatro, dramas radiofônicos, comédias musicais, histórias folclóricas, canções e cantos. Seus versos foram amplamente utilizados em cerimônias e eventos do Partido Nazista.
Após a Invasão da Polônia, dirigiu-se para a Frente, juntando-se ao quadro de uma empresa Panzer, mas posteriormente voltou a escrever. Ele foi o editor-chefe do "Das Schwarze Korps" (The Black Corps), o jornal oficial da SS. Ele também era membro de uma empresa de propaganda da SS.
Por volta de meados de 1942, enquanto trabalhava como redator para a Chancelaria do Partido, expressou o desejo de retornar à batalha e foi transferido para a reserva Panzer. Foi então que se juntou à Divisão SS Wiking, composta em parte por voluntários estrangeiros. Ele participou da retirada da unidade do Cáucaso no inverno de 1942-43. 

### Morte
No final de julho de 1943, ele voltou à Divisão SS Wiking após a Batalha de Kursk, que foi seguida por uma ofensiva soviética. Em 12 de agosto de 1943, ele morreu a sudoeste de Belgorod (na Rússia Ocidental, perto da fronteira com a Ucrânia), enquanto tentava contra-atacar o avanço das tropas do Exército Vermelho. Sua morte foi marcada por um serviço memorial em 26 de setembro de 1943 na Casa de Ópera Kroll, em Berlim. A Seção de Repórteres de Guerra da SS, um pelotão de funcionários de propaganda vinculados às unidades da SS, foi renomeado como SS-Standarte Kurt Eggers em novembro de 1943 em sua homenagem. 
Ele teve quatro filhos com sua segunda esposa, Traute Kaiser, cujo pai era pastor. 

## Obras literárias
- Von der Feindschaft, Deutsche Gedanken, 1941.
- Der Scheiterhaufen: Worte großer Ketzer, 1942.
- Vater aller Dinge, 1943.
- Vom mutigen Leben und tapferen Sterben.
- The Freedom of the Warrior, (tradução para o inglês).
- Der Freiheit wildes Lied.
- Struggle and War, (tradução para o inglês).
- Der Kaiser der Römer gegen den König der Juden
- Kamerad: Gedichte eines Soldaten